# Liste d'amas de galaxies
Pour un article plus général, voir Amas de galaxies.

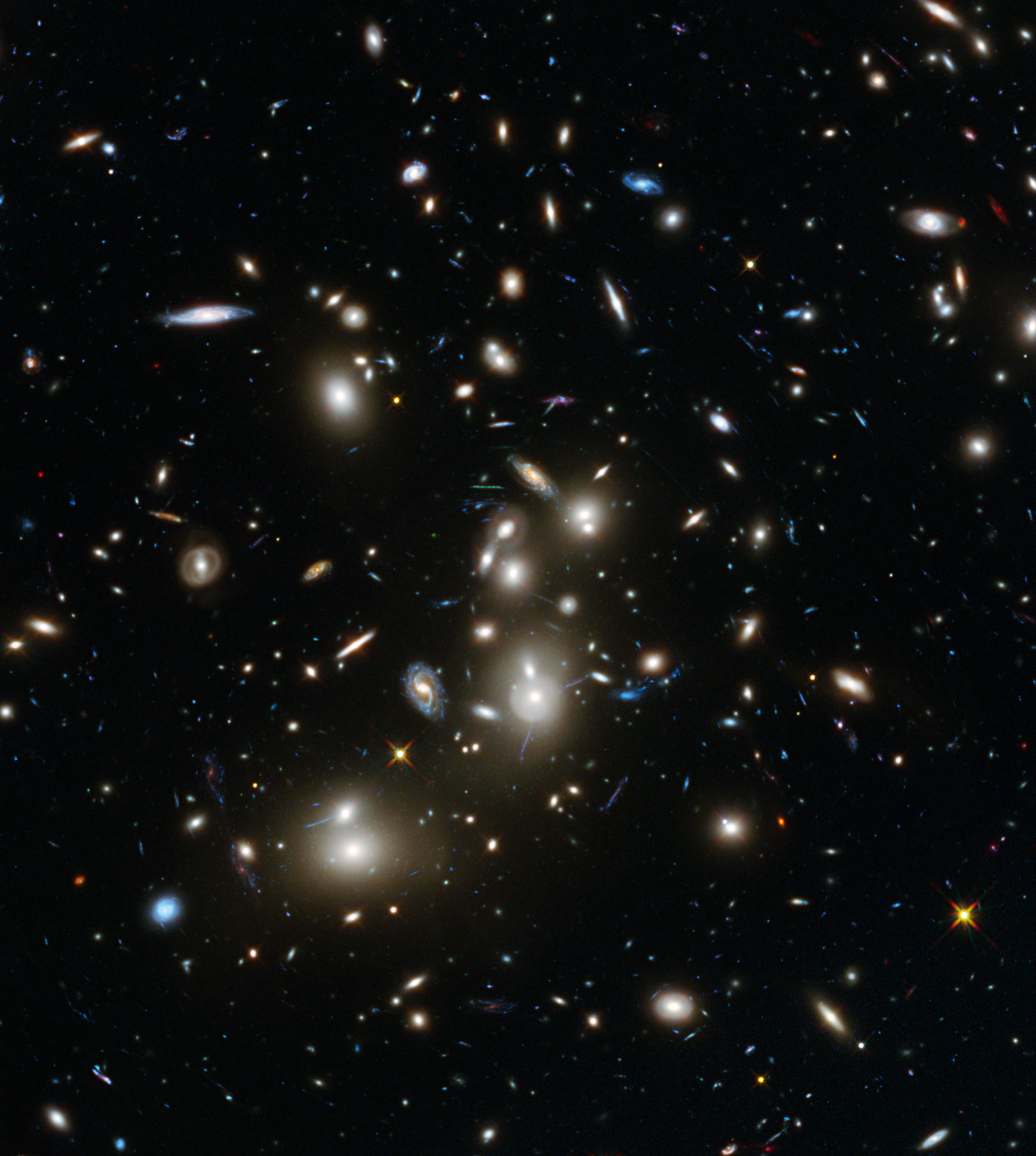
Vue par le telescope spatial Hubble de l'amas de galaxies Abell 2744.

Cette page est une liste d'amas de galaxies, classée en fonction de leur distance et du catalogue qui les répertorie.

## Liste

### Groupes et amas proches
- Groupe local
- Nuage des Chiens de Chasse (aussi nommé groupe des Chiens de chasse I ou groupe de M94)
- Groupe des Chiens de chasse II
- Groupe de M66
- Groupe du Lion I
- Groupe de M81
- Groupe de M101
- Groupe de Maffei
- Groupe de NGC 1023
- Groupe de NGC 5128
- Groupe du Sculpteur
- HCG 92
- Amas du Fourneau
- Amas de la Vierge

### Amas de galaxies d'Abell
Le catalogue Abell est un catalogue presque complet référençant environ 4 000 amas d'au moins 30 membres possédant un décalage vers le rouge allant jusqu'à z = 0,2. Originellement compilé par George Abell en 1958, il fut étendu à l'hémisphère sud par Abell, Corwin et Olowin en 1987.
- Abell 39
- Abell 68
- Abell 370 - amas et première lentille gravitationnelle découverte
- Abell 383
- Abell 400
- Abell 426 - Amas de Persée
- Abell 520
- Abell 569
- Abell 1060 - Amas de l'Hydre
- Abell 1367 - Amas du Lion
- Abell 1413
- Abell 1631
- Abell 1656 - Amas de Coma
- Abell 1689
- Abell 1795
- Abell 1835 - derrière laquelle se trouverait la galaxie la plus éloignée connue, "Abell 1835 IR1916"
- Abell 2029
- Abell 2142
- Abell 2151 - Amas d'Hercule
- Abell 2218
- Abell 2256
- Abell 2261
- Abell 2597
- Abell 2667 - une lentille gravitationnelle, produisant l'un des arcs gravitationnels les plus brillants
- Abell 2744 - Amas de Pandore
- Abell 3128 - l'amas Shapley 20
- Abell 3158 - l'amas Shapley 17
- Abell 3266 - partie du superamas de l'Horloge
- Abell 3526 - l'amas du Centaure
- Abell 3558 - l'amas Shapley 8
- Abell 3565 - partie du superamas de l'Hydre-Centaure
- Abell 3574 - partie du superamas de l'Hydre-Centaure
- Abell 3581 - partie du superamas de l'Hydre-Centaure
- Abell 3627 - l'amas de la Règle
- Abell 3827
- Abell S636 - l'Amas de la Machine pneumatique, partie du superamas de l'Hydre-Centaure
- Abell S1063 - une lentille gravitationnelle
- Abell S0740 - à 450 millions d'années-lumière dans la constellation du Centaure
- Abell S0373 - Amas du Fourneau

## Massive Cluster Survey (MACS)
- MACS J0717.5+3745

### Autres amas
- MRC 1138-262
- Amas de la Balle
- RX J1532.9+3021